# 生野専吉
生野 専吉（しょうの せんきち、1913年9月22日 - 1989年6月6日）は、日本の経営者。三井信託銀行社長を務めた。東京都出身。

## 経歴・人物
1937年に東京帝国大学法学部法律学科を卒業し、三井信託銀行に入行した。1971年5月から1979年6月までに社長を務め、1979年6月に相談役に就任。
1983年に勲二等瑞宝章を受章。
1989年6月6日心不全のために死去。75歳没。